# (434) Hungaria
(434) Hungaria est un astéroïde appartenant au groupe de Hungaria, en périphérie de la ceinture principale. Il a été découvert par Max Wolf le 11 septembre 1898.
Il a donné son nom au groupe, dont il est le plus grand membre, ainsi qu'à la famille de Hungaria, famille collisionnelle constituant l'essentiel du groupe.
L'astéroïde a été nommé d’après le pays hôte, la Hongrie, lors d'un congrès d'astronomie tenu à Budapest en 1898.